# Pentapedilum nodosum
Pentapedilum nodosum är en tvåvingeart som beskrevs av Oskar Augustus Johannsen 1932. Pentapedilum nodosum ingår i släktet Pentapedilum och familjen fjädermyggor. Inga underarter finns listade i Catalogue of Life.